# Hilaire de Chardonnet

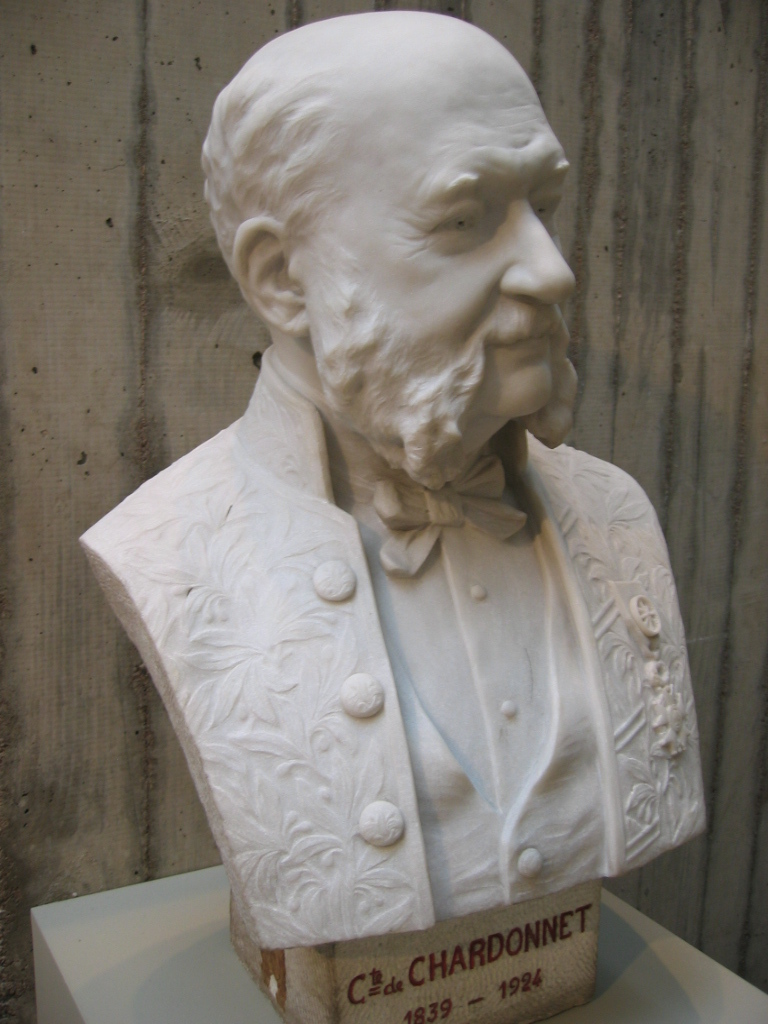
Graaf Hilaire de Chardonnet

Graaf Hilaire de Chardonnet (geboren als Louis-Marie Hilaire Bernigaud de Chardonnet) (1 mei 1839 - 11 maart 1924) was een Frans ingenieur en industrieel uit Besançon. Hij vond de kunstzijde uit.
Hoewel Chardonnet bouwkundig ingenieur was, werkte hij voor Louis Pasteur. Zijn interesse werd gewekt door studies van Pasteur naar ziekten bij zijderupsen. Daarop ging Chardonnet op zoek naar een kunstzijde. In 1891 toonde hij zijn kunstzijde op de tentoonstelling van Parijs. Hij richtte verschillende fabrieken op voor de productie van kunstzijde.